# Ашкелон (национальный парк)

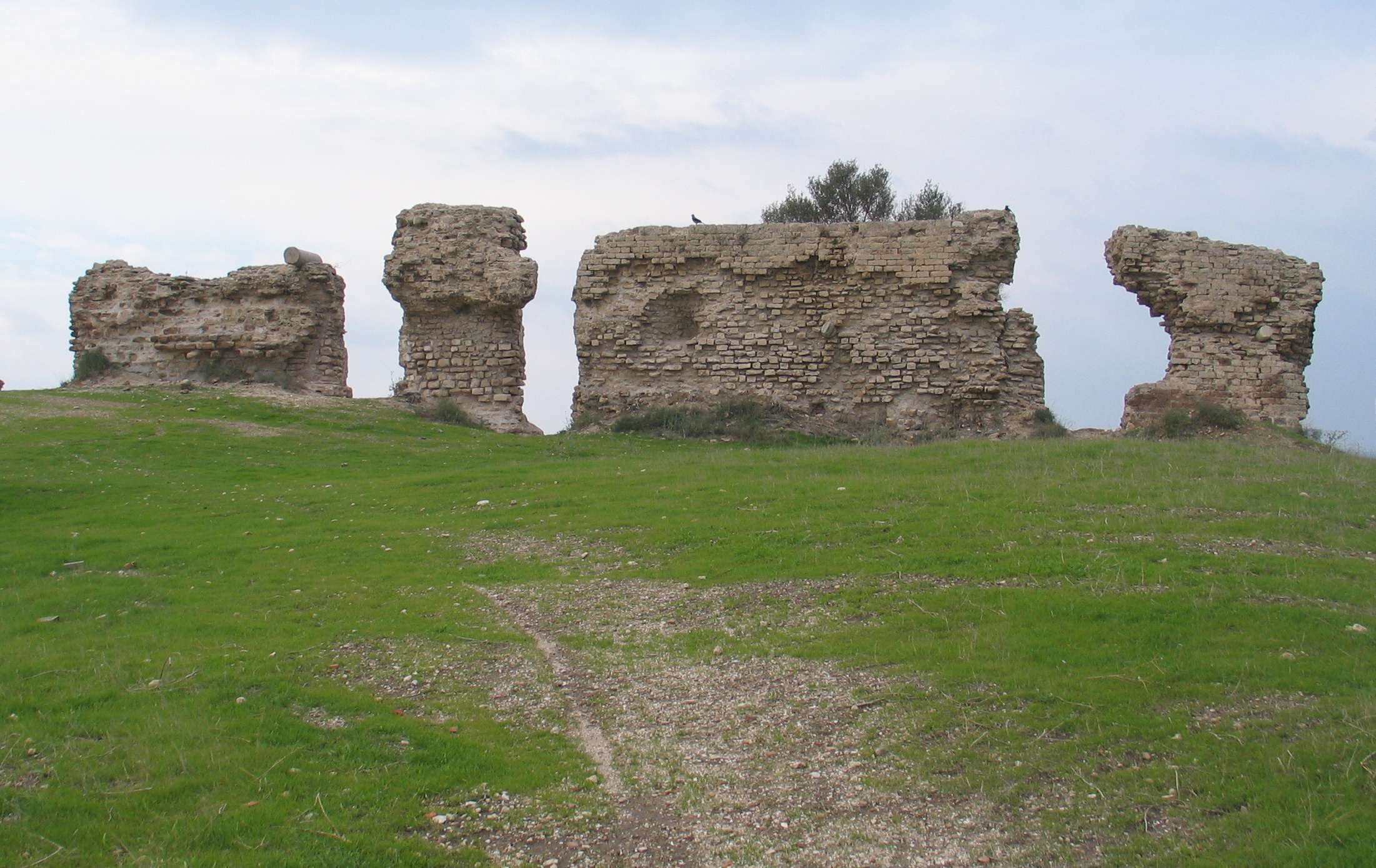
Остатки крепостной стены XII века

Национальный парк Ашкелон (ивр. גן לאומי אשקלון‎) — израильский национальный парк, расположенный вдоль берега Средиземного моря, к юго-западу от города Ашкелон.
Национальный парк расположен на месте древнего Ашкелона. Он окружён стеной, построенной в середине XII века при халифате Фатимидов. Стена была первоначально 2200 метров в длину, 50 метров в ширину и 15 метров в высоту. Остатки стен расположены в восточной и южной частях национального парка.
На территории парка найдены археологические свидетельства множества цивилизаций, в сферу влияния которых Ашкелон входил в различные эпохи своей многотысячелетней истории, в том числе ханаанеи, филистимляне, персы, финикийцы, греки, римляне, византийцы, мусульмане, крестоносцы.

## История изучения
В 1815 году леди Эстер Стэнхоуп провела первые раскопки в Палестине. Используя средневековую итальянскую рукопись как руководство, она уговорила османские власти разрешить раскопки в поисках большого клада золотых монет, якобы спрятанного под руинами ашкелонской мечети. Губернатору Яффы Мухаммеду-аге абу Наббуту было приказано сопровождать её. На второй день раскопок на глубине трёх или четырёх футов был обнаружен ленточный фундамент мечети, а также фрагменты мраморных колонн, коринфская капитель, фаянсовый сосуд и две маленькие глиняные чаши. Дальнейшие исследования показали несколько различных этапов в истории здания: по-видимому, изначально это был языческий храм, потом превращённый в церковь, а затем в мечеть. Главной находкой стала безголовая античная мраморная статуя высотой в семь футов, которая по распоряжению Стэнхоуп была разбита и выброшена в море; в 1980-е годы было высказано предположение, что это было сделано из опасения преследований со стороны турецких властей.
В 1921 году Британская школа археологии в Иерусалиме начала раскопки в Ашкелоне, основной целью которых были объекты, столетием раньше обнаруженные Стэнхоуп. В результате были найдены остатки колонн и мраморных статуй; самые ранние находки датировались эпохой Ирода Великого — именно в это время было, очевидно, построено здание булевтерия (места заседаний городского совета). В 1985 году археолог Гарвардского университета Лоуренс Стаджер провёл раскопки морского порта. Начиная с 2007 года раскопки были направлены на период раннего железного века и позднего бронзового века. В 2007 году с помощью георадара были найдены останки укреплений исламского периода и базилика, выстроенная на месте римского форума. В 2009 году георадары и зонды были использованы одновременно для изучения средневековых укреплений города.

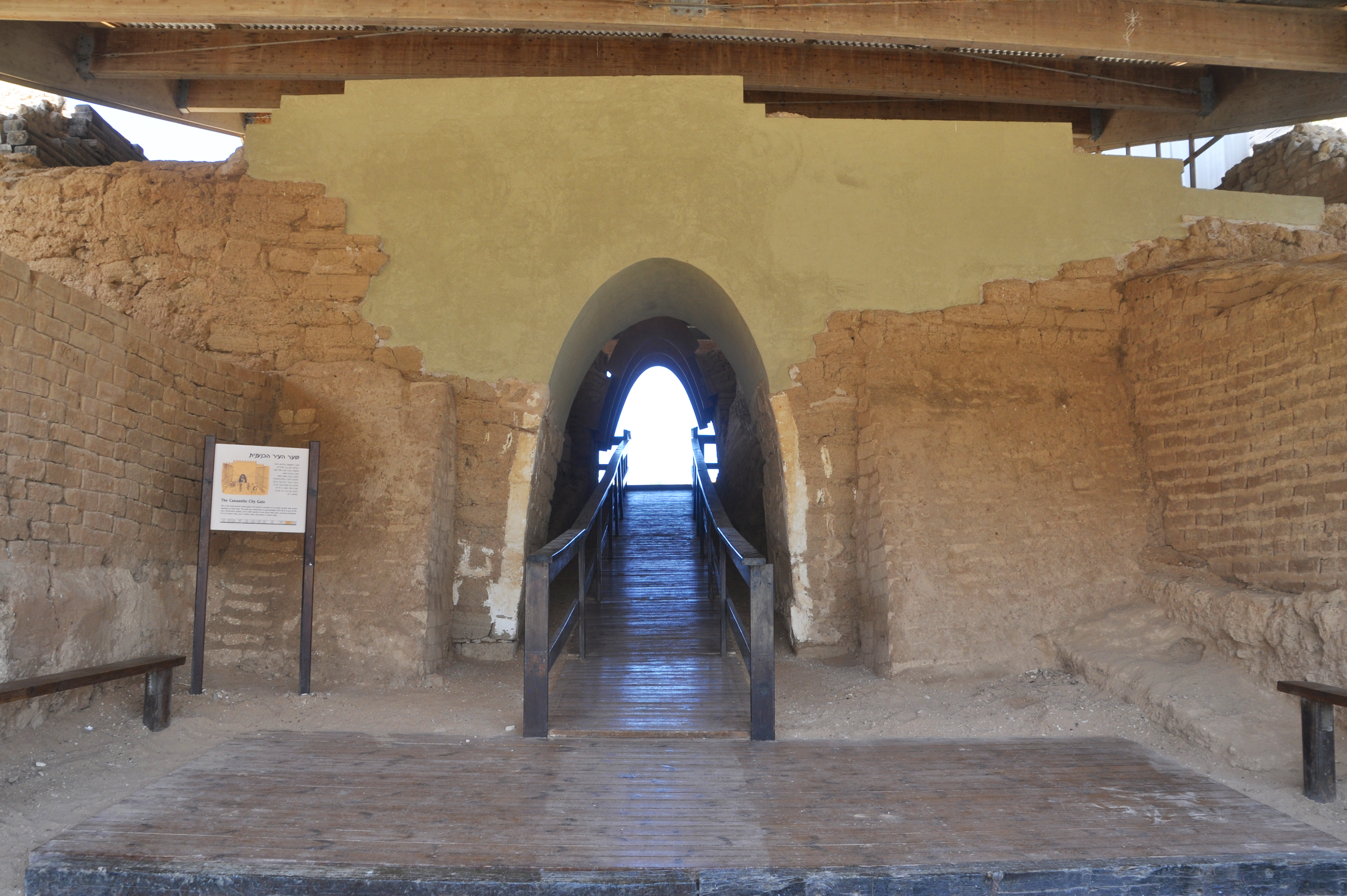
Ханаанские ворота

## Основные достопримечательности
- Ханаанские ворота — городские ворота и остатки стен ханаанского периода. Постройка датируется 1850-ми гг. до н. э. Ворота сложены из глиняного кирпича и местной разновидности песчаника (куркар).
- Римская базилика — руины базилики римского периода (II или начало III в. н. э.) с остатками колоннады и мраморным полом.
- Византийская церковь — руины церкви Пресвятой Девы Марии (V в. н. э.).
- Колодцы — на территории парка 67 исторических колодцев, большинство из которых относится к византийскому периоду.
- Средневековые стены — построены в XII веке, в эпоху арабского владычества, для защиты города от крестоносцев.